# Željeznička pruga Zidani Most – Zagreb – Sisak
Željeznička pruga Zidani Most - Zagreb - Sisak puštena je u promet 1. listopada 1862. godine i prva pruga sagrađena na području ondašnje Kraljevine Hrvatske i Slavonije (prva pruga na području današnje Republike Hrvatske bila je pruga u Međimurju).

## Kratka povijest pruge
O gradnji pruge koja je povezivala Zidani Most, Zagreb i Sisak počelo se razmišljati znatno ranije. Pri tome, u prvom planu nisu bili interesi krajeva kroz koje je pruga trebala prolaziti, već prije svega gospodarski i politički interesi Habsburške monarhije, odnosno austrijskih i mađarskih krugova koji su često puta bili u sukobu. Prvi pripremni radovi počeli su već 1852. godine, no oni su ubrzo obustavljeni zbog problema s izvlastbom zemljišta te zbog financijskih problema. Na kraju, gradnju pruge preuzelo je Društvo južnih željeznica koje je 1862. godine radove privelo kraju.
Pruga od Zidanog mosta do Siska bila je dugačka 125,3 kilometra, a ogranak od Siska do luke Galdovo 2,2 kilometra. 
Uzduž pruge bilo je izgrađeno deset tipskih kolodvora a najveća od njih bio je onaj u Zagreb Južnom kolodvoru, današnjem zagrebačkom Zapadnom kolodvoru. Punih trideset godina to je bio jedini središnji kolodvor u Zagrebu. Uz prijamnu zgradu bile su sagrađene ložionica s lokomotivskom okretnicom, vodopostaja i stambena zgrada za željezničke službenike. Druga po veličini bila je prijamna zgrada u kolodvoru Sisak koji je bio i završni kolodvor na toj pruzi. Zbog toga je bio opremljen s više objekata i uređaja u skladu s propisima za takve kolodvore. Tako je uz prijamnu zgradu, koja je bila djelomično podignuta na kat, u kolodvoru bila izgrađena i ložionica s lokomotivskom okretnicom i radionicom za popravak lokomotiva i vagona, vodopostaja, dvije jame za čišćenje vatre, depo za istovar drozge, dvije šupe za drvo i stambena zgrada.
I pored toga što je ta pruga služila prije svega za povezivanje zapadnih dijelova Habsburške monarhije s istokom, ona je doprinijela i snažnom razvoju gospodarstva, prije svega u Zagrebu i Sisku. U tim gradovima su se uskoro počeli otvarati proizvodni i drugi pogoni koji su zapošljavali nekoliko tisuća radnika. Protokom vremena, pruga Zidani Most - Sisak postala je jedna od okosnica razvoja željeznice u Hrvatskoj. U samostalnoj Hrvatskoj ta pruga kao dio X. paneuropskog koridora jedan je od najvažnijih smjerova ključnih ne samo za razvoj Hrvatskih željeznica već i za gospodarsko povezivanje Hrvatske s njenim okruženjem.

## Važnost
Ovo je prva željeznička pruga, koja je izgrađena na teritoriju Hrvatske i povezuje glavni grad.
Ona je doprinijela i snažnom razvoju gospodarstva, prije svega u Zagrebu i Sisku.
Dio te pruge je danas dio X. paneuropskog koridora.

## Poveznice
- Zagrebački Glavni kolodvor
- Članak o pruzi
- hrt.hr: članak o pruzi  Arhivirana inačica izvorne stranice od 13. ožujka 2021. (Wayback Machine)